# Caja general de protección

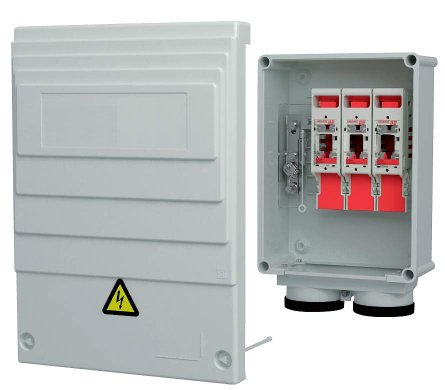
Una CGP de tipo aérea

La caja general de protección o CGP es una caja de material aislante que aloja en su interior los elementos de protección de las líneas generales de alimentación de una instalación eléctrica. La CGP conecta los puntos de consumo eléctrico o clientes a la red de la empresa distribuidora, normalmente en baja tensión.
Además de realizar físicamente la conexión, delimita la propiedad y responsabilidad entre la empresa distribuidora y el cliente, y contiene fusibles para evitar que averías en la red interior de estos se extiendan a la red de la distribuidora y, por tanto, que afecten a otros clientes.
Se instalan preferentemente fuera de los edificios y en la zona más próxima a la red distribuidora, en lugares de libre y permanente acceso. Cuando la fachada no linde con la vía pública, la caja general de protección se situará en el límite entre las propiedades públicas y privadas.
Cuando la acometida (red de la empresa distribuidora) sea aérea, podrá instalarse en montaje superficial, la instalación aérea se hará a una altitud de entre 3 y 4 m del suelo. Cuando la acometida sea subterránea se instalará en el interior de un habitáculo en pared, que se cerrará con una puerta preferentemente metálica. La parte inferior de la puerta se encontrará a un mínimo de 3 dm del suelo.
Las cajas a utilizar serán según las normas UNE correspondientes y dentro de las mismas se instalarán fusibles en todos los conductores de fase, calibrados según la corriente de cortocircuito prevista en el punto de consumo, el neutro estará formado por una conexión amovible situada a la izquierda de las fases y dispondrá también de un borne para su conexión a tierra si procede.
Las Cajas Generales de Protección se recomienda que sean de la Clase II (doble aislamiento o aislamiento reforzado).